# زمین‌لرزه ۱۹۳۱ زانگزور
زمین‌لرزه ۱۹۳۱ زانگزور در تاریخ ۲۷ آوریل ۱۹۳۱ میلادی، برابر با ‎۶ اردیبهشت ۱۳۱۰، ساعت ۱۶:۵۰:۰۰ به زمان یوتی‌سی در ارمنستان و جمهوری آذربایجان رخ داد. ژرفای این زلزله ۲۲ کیلومتر بود. بزرگی آن ۶٫۳ در مقیاس ریشتر اعلام شده‌است. زمین‌لرزه به وقت محلی در روز دوشنبه، ساعت ۲۰ روی داده و منطقه زمانی آن یوتی‌سی +۴ بوده‌است (با لحاظ تغییر ساعت تابستانی).
سازمان زمین‌شناسی آمریکا نیز جای این زمین‌لرزه را در مختصات ۳۹°۱۲′شمالی ۴۶°۰۰′شرقی / ۳۹٫۲°شمالی ۴۶°شرقی و بزرگی آنرا برابر با ۶٫۳ در مقیاس ریشتر اعلام کرده‌است. ژرفای گزارش شده از سوی این سازمان ۲۲ کیلومتر می‌باشد.
شمار کشتگان زلزله حدود ۳۹۰ نفر بوده‌است.